# Comté de Haakon
Le comté de Haakon est un comté situé dans l'État du Dakota du Sud, aux États-Unis. En 2010, sa population est de 1 937 habitants. Son siège est Philip.

## Histoire
Créé en 1914, le comté doit son nom au roi Haakon VII de Norvège. Il accueille en effet de nombreux descendants d'immigrés originaires de Scandinavie.

## Villes du comté
- Cities :
  - Philip
- Towns :
  - Midland

## Démographie
Selon l'American Community Survey, en 2010, 94,05 % de la population âgée de plus de 5 ans déclare parler l'anglais à la maison, 1,57 % l'espagnol, 1,23 % dakota, 0,90 % le japonais, 0,73 % l'allemand, 0,56 % le vietnamien et 1,52 % une autre langue.
| 1920  | 1930  | 1940  | 1950  | 1960  | 1970  |
| ----- | ----- | ----- | ----- | ----- | ----- |
| 4 596 | 4 679 | 3 515 | 3 167 | 3 303 | 2 802 |

| 1980  | 1990  | 2000  | 2010  | - | - |
| ----- | ----- | ----- | ----- | - | - |
| 2 794 | 2 624 | 2 196 | 1 937 | - | - |